# پایگاه هوایی گارد ملی پئوریا
 پایگاه هوایی گارد ملی پئوریا (به انگلیسی: Peoria Air National Guard Base) یک فرودگاه است . این فرودگاه در کشور ایالات متحده آمریکا قرار دارد .